# Tokyu Kabukicho Tower
La Tokyu Kabukicho Tower (東急歌舞伎町タワー Tōkyū Kabukichō Tawā?) es un rascacielos de 48 plantas situado en el barrio de Kabukichō de Shinjuku en Tokio (Japón). La torre, de 225 metros de altura, fue diseñada por Yuko Nagayama & Associates y promovida por la Shimizu Corporation. Fue completada en 2023 y se convirtió en el 19.º edificio más alto de Japón.

## Historia
Conocido antiguamente como Shinjuku Tokyu Milano Plan, la Tokyu Corporation anunció el nombre oficial del proyecto el 18 de noviembre de 2021. A diferencia de los cercanos edificios residenciales y de oficinas, la Tokyu Kabukicho Tower está dedicada principalmente a las instalaciones recreativas y de ocio, albergando cines, hoteles e instalaciones artísticas. El desarrollo se construyó en una parcela de 4603 m² situada cerca del antiguo Teatro Shinjuku Koma. Las obras empezaron el 1 de agosto de 2019 y se completaron el 11 de enero de 2023; la inauguración se celebró el 14 de abril de 2023.

## Diseño
El edificio está dividido en tres niveles de acuerdo con su uso: inferior, intermedio y superior. Con el objetivo de formar un skyline continuo, la altura del edificio fue fijada en unos 225 metros para que coincidiera con la de los rascacielos de Nishi-Shinjuku, mientras que la altura de su base se fijó en unos 110 metros para que coincidiera con la de los edificios que rodean Kabukichō. En la primera y segunda planta hay un pasadizo elevado en dirección este-oeste que asegura la continuidad en el distrito, mientras frente a la Cine City Square se han instalado una pantalla y un escenario al aire libre.
La arquitecta Yuko Nagayama fue la encargada del diseño. Inspirada por la antigua fuente de agua del río Kani y por la diosa budista del agua, la torre fue diseñada con la imagen de una fuente, mientras su parte superior expresa la fuerza del agua extendiéndose hacia el cielo. La Tokyu Kabukicho Tower es el primer rascacielos de Japón diseñado por una mujer.

## Instalaciones

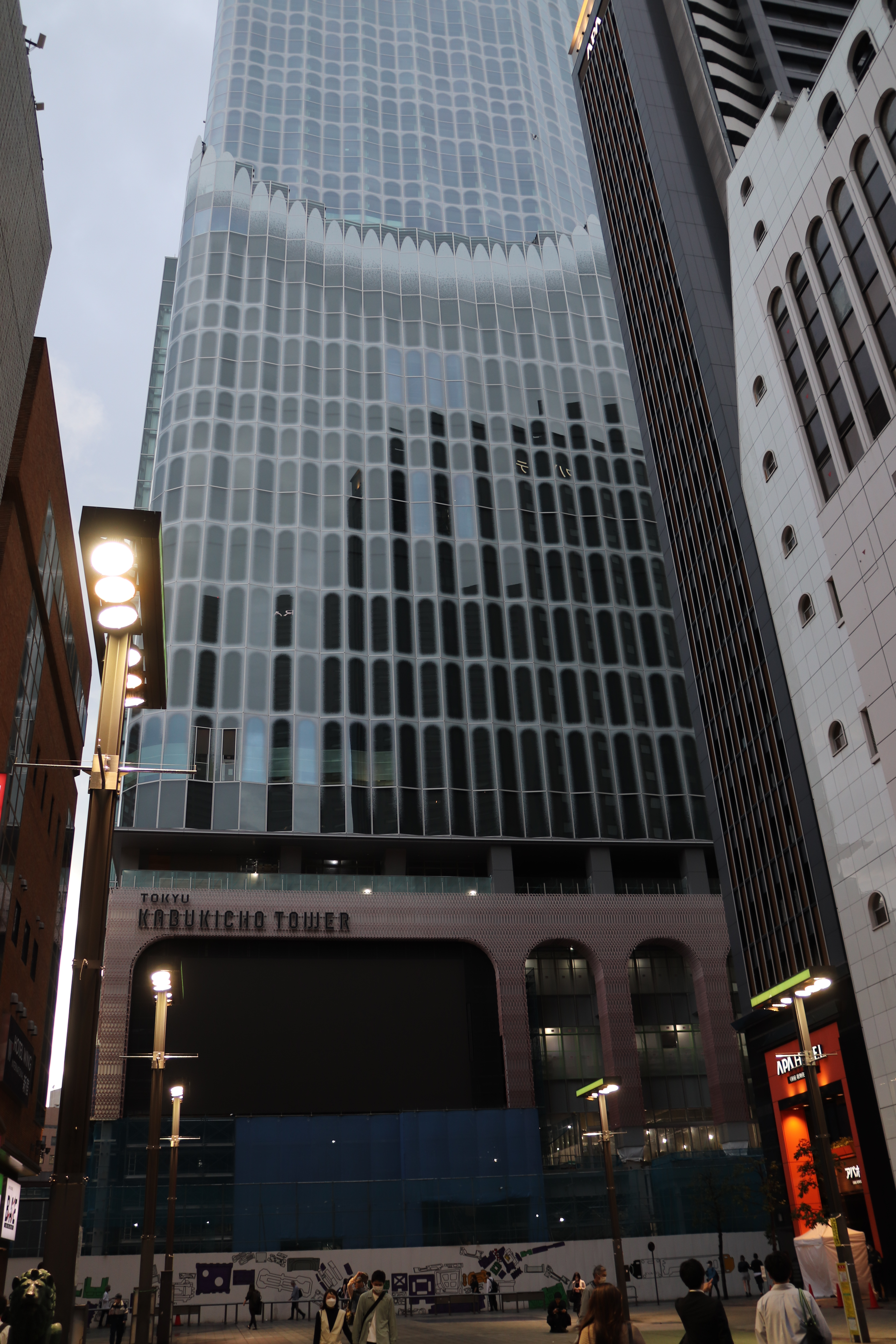
La entrada de la torre.

### Plantas inferiores
Las plantas inferiores de la Tokyu Kabukicho Tower contienen dos teatros gestionados por TST Entertainment: el Zepp Shinjuku en las plantas 1 a 4, con capacidad para 1500 personas; y el Theater Milano-Za en las plantas 6 a 8, con un total de 900 asientos. Ocupa tres plantas el Zero Tokyo, el local de ocio nocturno más grande de Japón.
En la segunda planta de la torre está situado el Shinjuku Kabuki Hall, un espacio gastronómico de Hamakura Shoten Seisakusho. En la tercera planta, Bandai Namco tiene un centro de entretenimiento en el que se celebran eventos con personajes de anime, manga y videojuegos. En la cuarta planta hay una atracción de Sony Music Entertainment llamada The Tokyo Matrix. En la quinta planta se encuentra un lujoso centro de bienestar, Existion, gestionado por Milano 05.

### Plantas intermedias
The 109 Cinemas Premium Shinjuku está situado en las plantas 9 y 10, con 752 asientos.

### Plantas superiores
Las plantas superiores contienen dos hoteles. El Hotel Groove Shinjuku está situado en las plantas 17 a 38. El Bellustar Tokyo, un hotel de la cadena singapurense Pan Pacific Hotels and Resorts, se encuentra en las plantas 39 a 47 e incluye un atrio de tres plantas con restaurantes en las plantas 45, 46 y 47.